# كنيسة سانتا ماريا نوفيلا
سانتا ماريا نوفيلا هي كنيسة في فلورنسا، إيطاليا، تقع على الجهة المقابلة من محطة السكك الحديدية الرئيسية التي تشترك معها في اسمها. هذه الكنيسة هي أول كنيسة كبيرة في فلورنسا حسب التسلسل التاريخي، وهي الكنيسة الدومينيكانية الرئيسية في المدينة.